# 田中悠登
田中 悠登（たなか ゆうと、2002年8月1日 - ）は、福井放送のアナウンサーで、日本の元陸上競技選手。専門は長距離走。福井県越前市出身。敦賀気比高等学校、青山学院大学経営学部経営学科卒、青山学院大学陸上競技部・男子長距離ブロック元主将。

## 戦績

### 大学駅伝成績
| 年度               | 出雲駅伝                    | 全日本大学駅伝              | 箱根駅伝                          |
| ------------------ | --------------------------- | --------------------------- | --------------------------------- |
| 1年生 （2021年度） | 第33回 出場なし             | 第53回 出場なし             | 第98回 出場なし                   |
| 2年生 （2022年度） | 第34回 5区-区間6位 19分30秒 | 第54回 出場なし             | 第99回 8区-区間5位 1時間04分50秒  |
| 3年生 （2023年度） | 第35回 出場なし             | 第55回 8区-区間3位 58分55秒 | 第100回 出場なし                  |
| 4年生 （2024年度） | 第36回 出場なし             | 第56回 5区-区間4位 36分21秒 | 第101回 9区-区間2位 1時間08分40秒 |

## 自己記録
- 5000m・・・13分51秒11（2023年9月）
- 10000m・・・28分35秒60（2022年11月）
- ハーフマラソン・・・1時間02分33秒（2022年1月）
- マラソン・・・2時間20分32秒（2025年3月）